# Pietraserena
Pietraserena település Franciaországban, Haute-Corse megyében. Lakosainak száma 58 fő (2022. január 1.). Pietraserena Giuncaggio, Ampriani, Pancheraccia, Piedicorte-di-Gaggio, Zalana és Zuani községekkel határos.

## Népesség
A település népességének változása:
| Lakosok száma | 138  | 131  | 92   | 76   | 75   | 76   | 72   | 59   | 59   | 58   |
|               | 1968 | 1982 | 1990 | 2006 | 2013 | 2015 | 2017 | 2019 | 2020 | 2022 |